# ولایت بامیان
ولایت بامیان (فارسی میانه: بامیکان) یکی از ولایت‌های افغانستان به مرکزیت شهر بامیان می‌باشد و از ولایات مرکزی افغانستان به‌شمار می‌رود و گستردگی آن ۱۸٫۰۲۹ کیلومتر مربع می‌باشد. این منطقه به دلیل وجود صدها اثر تاریخی که به موجب کثرت فرهنگی زیادی که در گذشته در آن وجود داشته، دارای شهرتی جهانی می‌باشد. نام بامیان را می‌توان به «مکان نور درخشان» ترجمه کرد.
طبیعت بامیان کوهستانی است حتی مناطق هموار کمی که وجود دارد از ارتفاع زیادی برخوردار بوده و طبیعت سرد و خشن دارد.

## پیشینه

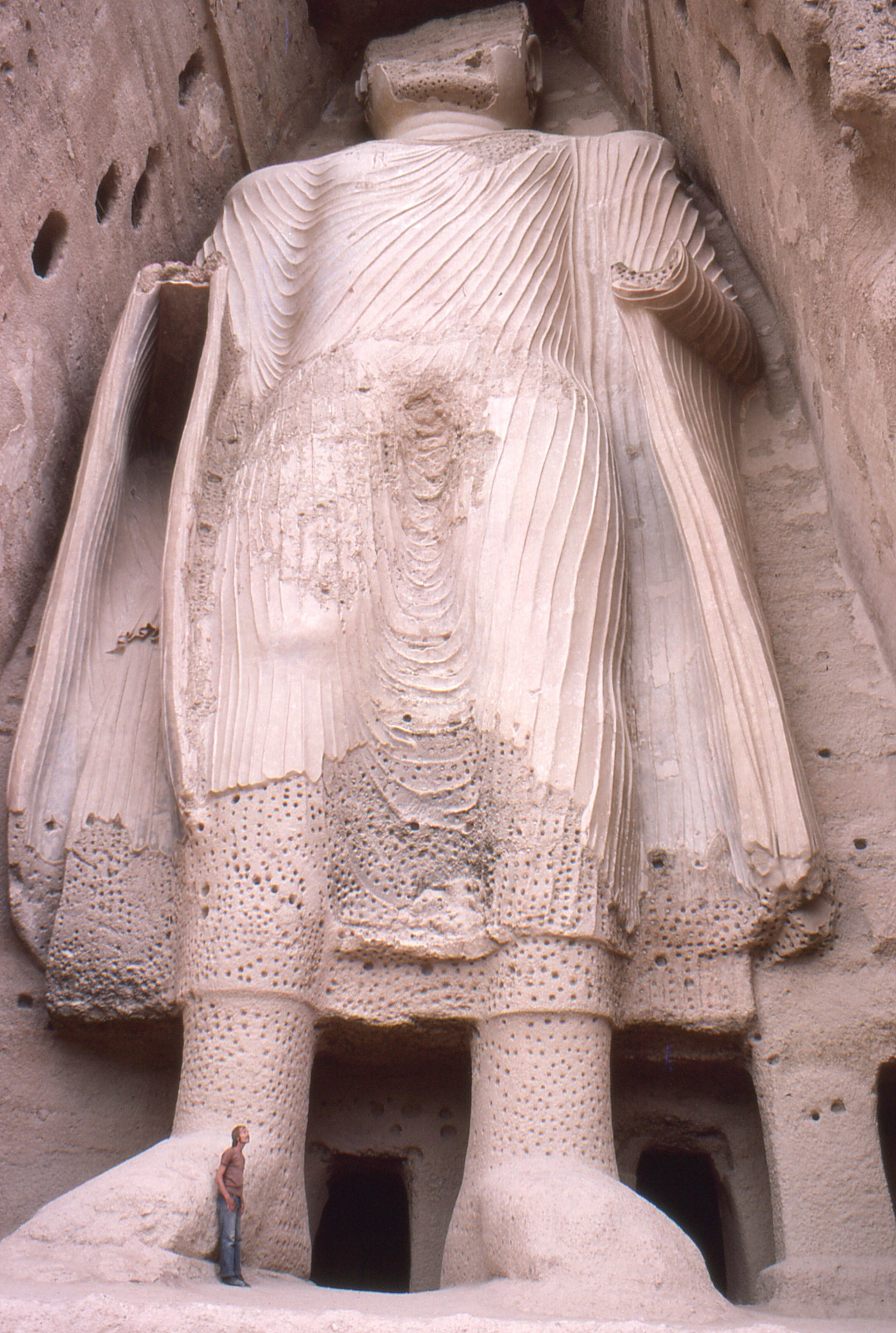
بودا (شمامه) در بامیان

در دوران باستان، بخش‌های مرکزی افغانستان از نظر استراتژیک از طریق کاروان‌های جاده ابریشم که از منطقه عبور می‌کردند، رونق می‌گرفت و محل تقاطع تجارت بین امپراتوری روم، چین، آسیای میانه و آسیای جنوبی بود. بامیان برای بسیاری از مسافران نقطه توقف بود. در اینجا بود که ترکیب عناصر هنر یونان و بودایی، به یک سبک کلاسیک منحصر به فرد تبدیل شد که با نام هنر یونانی و بودایی شناخته می‌شود.
نام بامیان در اوستا (یشت‌ها، ص ۱۰۰) و همچنان در (بندهشن) در زبان پهلوی به شکل بامیکان آمده است. مجسمه‌های بودا که بلندترین مجسمه‌های جهان محسوب می‌گردید از یادگارهای دینی دورهٔ کانیشکا از امپراتوران کوشانی به حساب می‌آید. بامیان بخاطر چشم‌انداز زیبای آن و وجود دو تندیس عظیم بودا از ارزش خاصی برخوردار بوده است. در قدیم محل اُتراق کاروان‌های جاده ابریشم و مرکزی مهم برای هنرمندان، و همچنین مرکزی برای نشر آیین بودایی بوده است. بین سال‌های ۶۲۹ و ۶۴۵ میلادی، هیوان‌تسانگ زائر مشهور چینی، که از بامیان بازدید کرده از خود نوشته‌های گران‌بهایی راجع به بناها و تندیس‌های بامیان و همچنین از زندگی اجتماعی و مذهبی باشندگان آن به جای گذاشته است. قریب به نیم قرن بعد، یک راهب اهل کوریا بنام هویچائو، که در سال ۷۲۷ م. از بامیان گذر کرده بود، آن منطقه را علی‌رغم حضور اعراب در شمال و جنوب آن، یک پادشاهی مستقل و قدرتمند توصیف کرد.

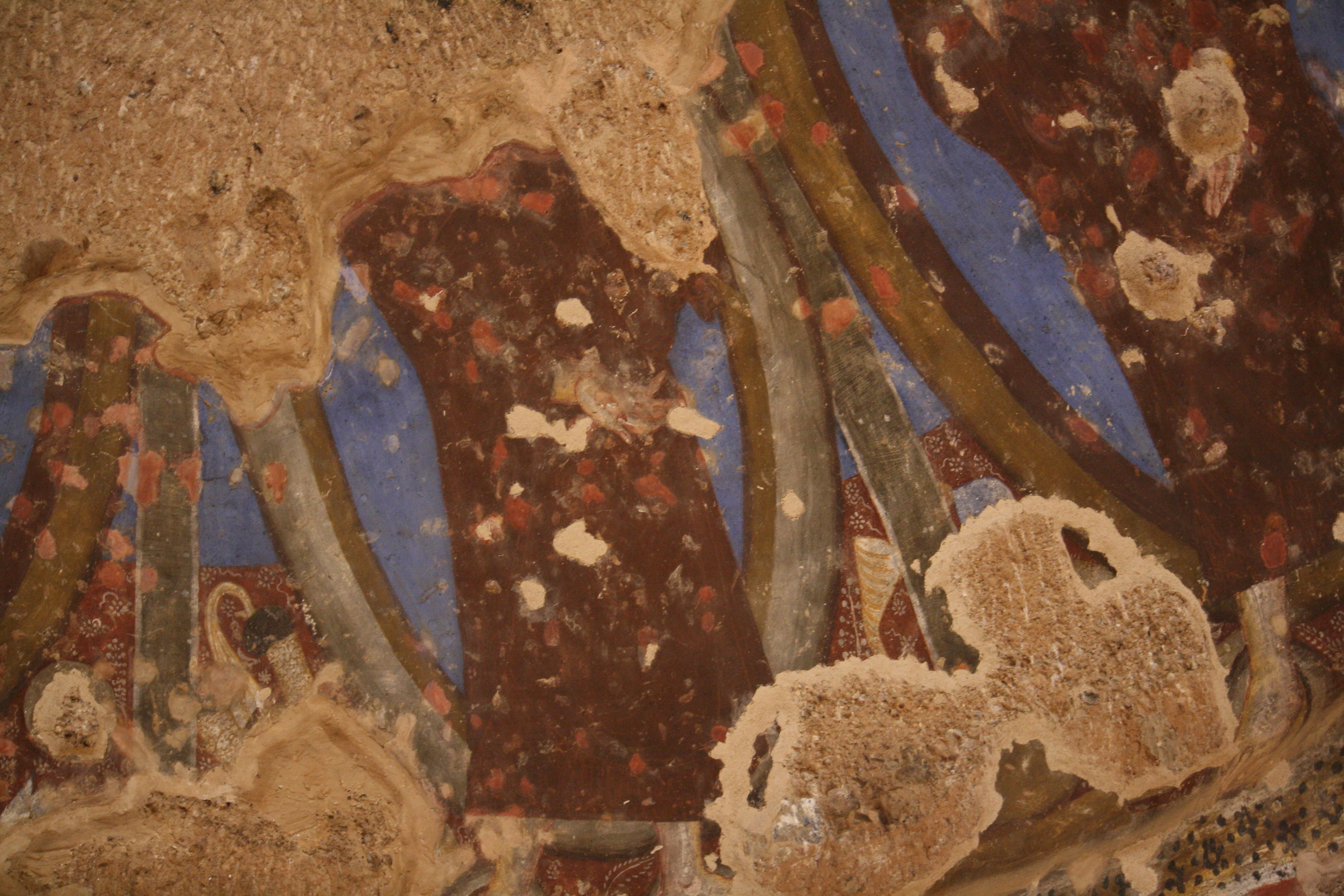
دیوارنگارهای بامیان در داخل مجسمه‌های بودا

در دورهٔ اسلامی بامیان یکی از شهرهای مهم و آباد خراسان و مرکز شیران بامیان محسوب می‌شود. اما در قرن هفتم هجری بر اثر حملهٔ مغول همانند اکثر شهرهای خراسان به خاک یکسان می‌گردد. جوینی می‌گوید:
«و به بامیان رسیدند ارباب آن از باب مخاصمت و مقاومت درمی‌آمدند… ناگاه از شست قضا که نای کلی آن قوم بود تیر چرخی که مهلت نداد از شهر بیرون آمد به یک پسر جغتای رسید که محبوبترین احفاد چنگیز خان بود» تا اینکه چنگیز خان برای انتقام از قتل نواسه‌اش شهر غلغلهٔ بامیان را به کلی ویران کرده و باشندگان آن را قتل‌عام کرد.
به استناد کتب تاریخی، بامیان تازمان حملات مغول از اهمیت و اعتبار شایانی برخوردار بوده است، چرا که در مسیر تجارتی با هند قرار داشته است. در دوره سامانیان و غزنویان، بامیان نیز جزو مراکزی بوده که در آن ضرب سکه این حکومت‌ها در آن انجام می‌شده است.

## جغرافیا

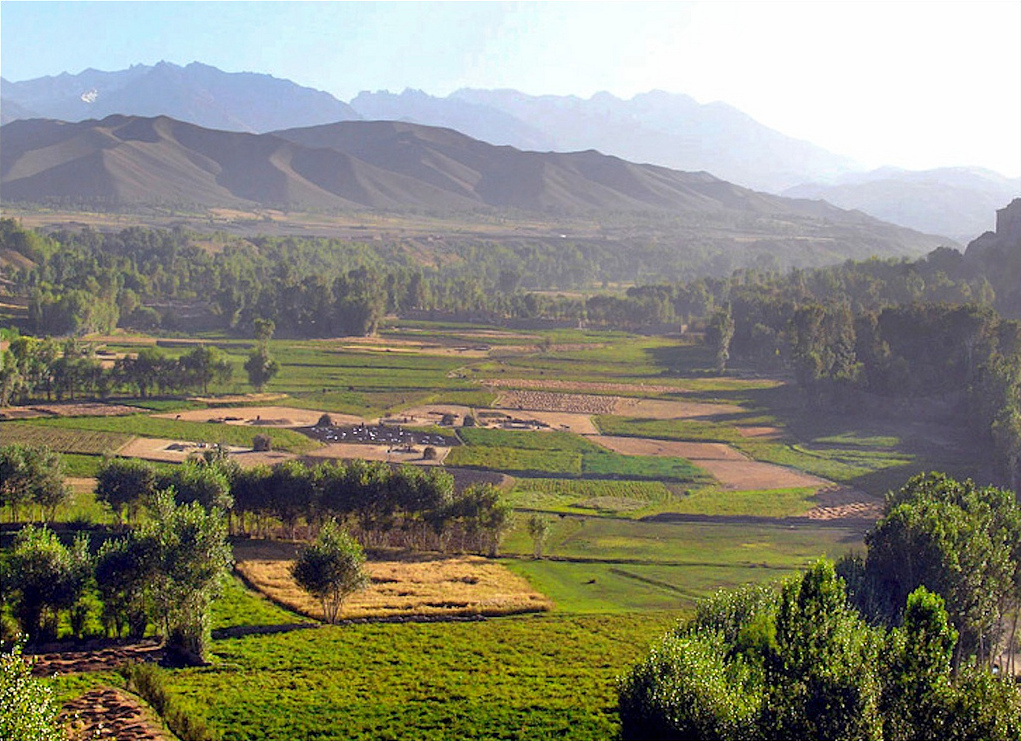
دره فولادی

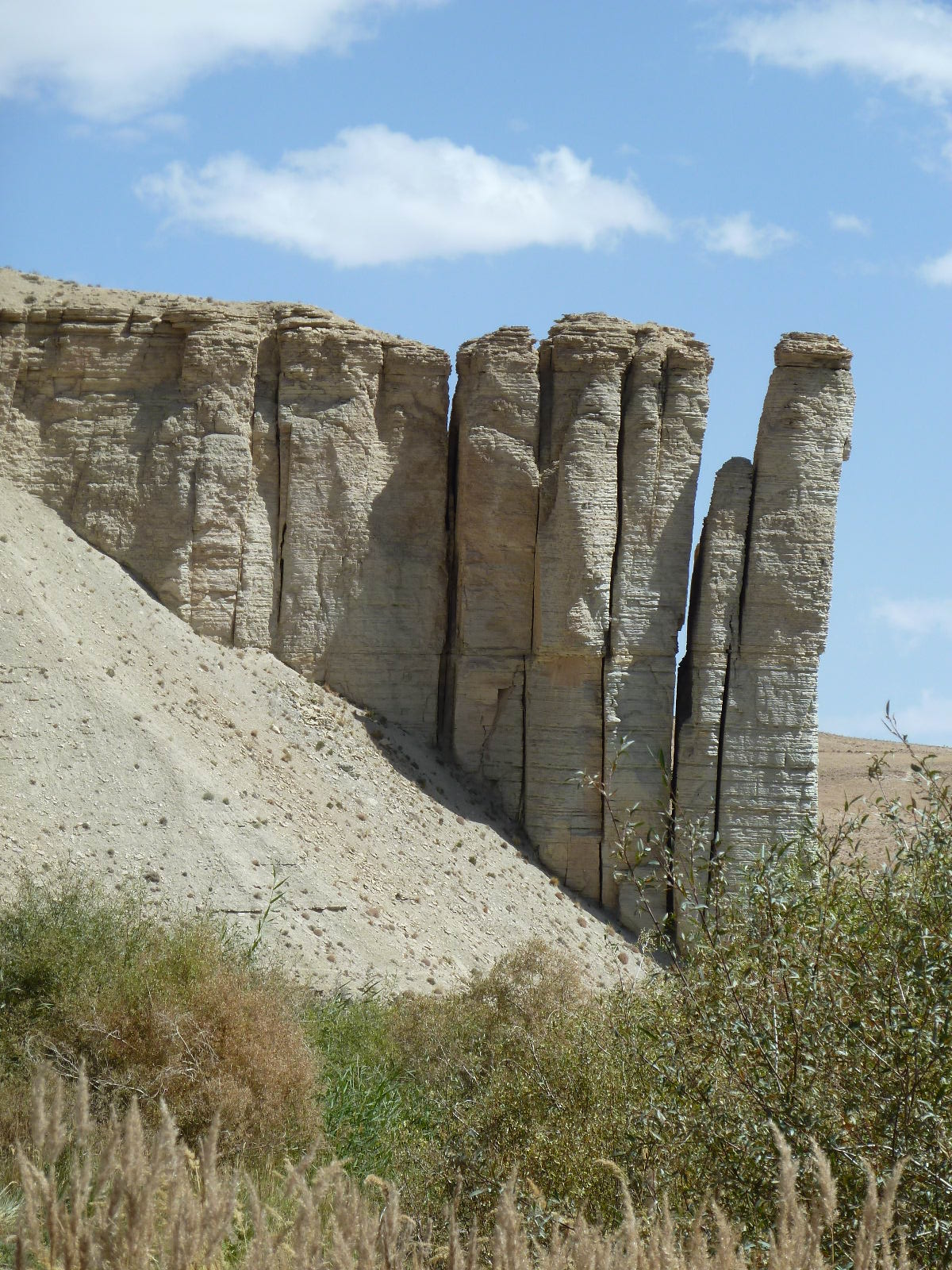
صخره‌هایی در نزدیکی بند امیر

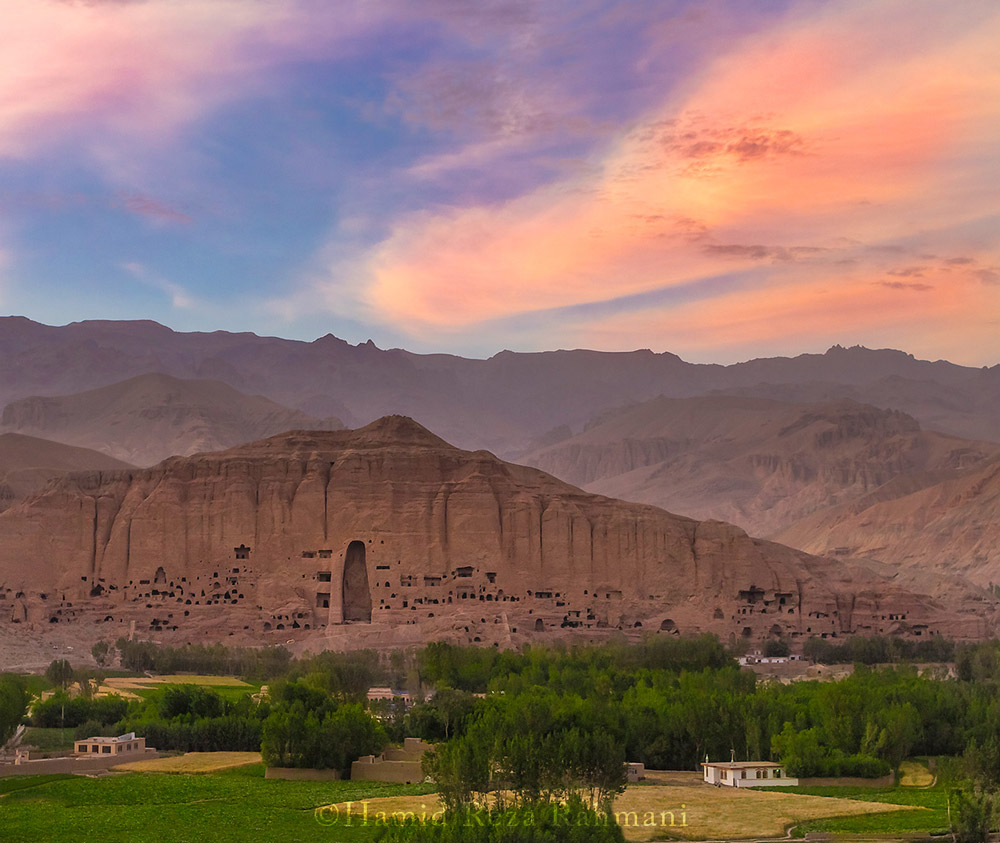
چشم‌اندازی از مجسمهٔ بودا در غروب

ولایت بامیان در مرکز افغانستان بین ۳۴ درجه و ۷۵ دقیقه عرض شمالی و ۶۷ درجه و ۲۵ دقیقه عرض شرقی از نصف النهار گرینویچ قرار گرفته است. طول متوسط این ولایت به خط مستقیم در جهت شمال به جنوب ۱۷۰ کیلومتر و عرض متوسط آن در جهت شرق-غرب حدود ۱۳۰ کیلومتر است. ولایت بامیان از سمت شمال با ولایات سرپل و سمنگان، از جنوب با ولایت دایکندی، از شرق با ولایات بغلان و پروان، از جنوب شرقی به ولایت میدان وردک و از غرب به ولایت غور محدود است. شهر بامیان مرکز ولایت بامیان است و از کابل ۱۳۵ کیلومتر فاصله دارد. ارتفاع این شهر از سطح دریا ۲٬۵۰۰ و پهناوری آن ۱۷٬۵۵۵ کیلومتر مربع است که تقریباً یک سی و هفتم یا ۲٫۶۹٪ پهناوری کل افغانستان را شامل می‌شود. شهرستان یکاولنگ بزرگ‌ترین و شهرستان شیبر کوچک‌ترین شهرستان‌های بامیان هستند.
بامیان در جنوب کوه‌های هندوکش و در شمال کوه‌های بابا واقع شده است. بلندی‌های کوه بابا باعث به‌وجود آمدن سه حوزهٔ آبریز متفاوت در این ولایت شده است و شهرستان‌های آن را از همدیگر جدا می‌کند. این ولایت دارای آب و هوایی کوهستانی، پاک و شفاف، شب‌هایی پرستاره و زمستان‌هایی سرد و برف‌گیر دارد.
در جنوب ولایت بامیان کوه بابا قرار دارد که مرتفع‌ترین قله آن شاه‌فولادی می‌باشد و ۵٬۱۴۵ متر از سطح دریا ارتفاع دارد. دریاچه‌های بند امیر در ولسوالی یکاولنگ از جاذبه‌های معروف گردشگری افغانستان می‌باشد که به‌عنوان منطقه حفاظت شده در سال ۲۰۰۹ پارک ملی اعلان گردید. بند پیتاب بند دریاچه طبیعی دیگری در شهرستان کهمرد است که در پارک ملی دره آجر واقع شده است. دریای بامیان از دامنه‌های شمالی کوه بابا غربی سرچشمه گرفته از شهر بامیان می‌گذرد. این دریا در ابتدا به‌نام دریای آهنگران یاد می‌شود که در ولایت سمنگان به‌نام دریای سرخاب، و در ولایت کندز به‌نام دریای کندز یاد شده به آمودریا می‌ریزد. دریای دیگر دریای بلخاب است که از دریاچه ذولفقار بند امیر سرچشمه گرفته پس از عبور از ولایت سمنگان در دشت خانقاه ولایت بلخ، یک دلتا تشکیل داده کشتزارهای وسیع اطراف مزار شریف را سیراب می‌سازد.
معادن این ولایت عبارت اند از:- آهن، سوبریک اسید، مس، آمازونیت، رخام، مرمر، گرانیت، تراویزتاین، سنگ‌های زینتی، زغال‌سنگ، گچ، سرپنتاین، سلفر، کلوین، آنتیموان و کوارتز.

## مجسمه‌های بودا
در مرکز ولایت مجسمه‌های معروف بودا قرار داشت که توسط طالبان منفجر و از بین برده شدند. این مجسمه‌ها از شهرت جهانی برخوردار بودند و یکی از جاذبه‌های گردشگری جهان به‌شمار می‌آمدند.

## مردم
اکثریت جمعیت ولایت بامیان عمدتاً هزاره هستند که در تمام ولسوالی‌های آن مانند ورس، پنجاب، شیبر، یکاولنگ یک، یکاولنگ دو، کهمرد، سیغان و مرکز بامیان سکونت دارند. سایر اقوام تاجیک‌ها، قزلباش‌ها و پشتون‌ها هستند که تاجیک‌ها در ولسوالی‌های کهمرد، سیغان و شیبر بامیان سکونت دارند و اکثریت جمعیت ولسوالی‌های کهمرد و سیغان را تشکیل می‌دهند. پشتون‌ها در ولسوالی‌های کهمرد و مرکز بامیان و قزلباش‌ها تنها در مرکز بامیان سکونت دارند.
| جمعیت مردم بامیان | جمعیت مردم بامیان | جمعیت مردم بامیان | جمعیت مردم بامیان | جمعیت مردم بامیان |
| ----------------- | ----------------- | ----------------- | ----------------- | ----------------- |
|                   |                   |                   |                   |                   |
| هزاره‌ها           | هزاره‌ها           |                   | ۹۳٪               | ۹۳٪               |
| تاجیک‌ها           | تاجیک‌ها           |                   | ۵٪                | ۵٪                |
| قزلباش‌ها          | قزلباش‌ها          |                   | ۲٪                | ۲٪                |

## جمعیت
در سال ۲۰۱۹ (میلادی) اداره ملی احصاییه و معلومات جمهوری اسلامی افغانستان، جمعیت ولایت بامیان را ۵۲۲٬۲۰۵ نفر برآورد نمود. از این میان ۵۰٬۶ درصد آن مرد است که ۲۶۴٬۶۶۶ نفر می‌باشد و ۴۹٬۴ درصد آن زن است که ۲۵۷٬۲۳۹ نفر می‌باشد. بیشترین جمعیت این ولایت (۲۳٫۵ درصد آن) در شهر بامیان زندگی می‌کنند. شهرستان‌های پرجمعیت آن به ترتیب ورس با ۲۰٬۷ درصد جمعیت، یکاولنگ با ۲۰٬۹ درصد جمعیت، پنجاب با ۱۲٫۲ درصد جمعیت، کهمرد با ۹ درصد جمعیت، شیبر با ۶٫۹ درصد جمعیت و سیغان با ۶٫۷ درصد جمعیت است.

### تقسیمات اداری
| شماره | ولسوالی                       | مرکز    | جمعیت زن   | جمعیت مرد  | مجموع جمعیت | مساحت            |
| ----- | ----------------------------- | ------- | ---------- | ---------- | ----------- | ---------------- |
|       | بامیان                        | بامیان  | ۵۰٬۲۹۳ نفر | ۴۹٬۹۱۱ نفر | ۱۰۰٬۲۰۴ نفر |                  |
| ۱     | شهرستان کهمرد                 | کهمرد   | ۲۱٬۱۱۶ نفر | ۲۲٬۱۱۹ نفر | ۴۳٬۲۳۵ نفر  | ۱۲۹۸ کیلومترمربع |
| ۲     | شهرستان پنجاب                 | پنجاب   | ۴۰٬۱۳۵ نفر | ۴۱٬۰۱۹ نفر | ۸۱٬۱۵۴ نفر  | ۱۸۹۱ کیلومترمربع |
| ۳     | شهرستان سیغان                 | سیغان   | ۱۳٬۹۸۴ نفر | ۱۴٬۵۶۰ نفر | ۲۸٬۵۴۴ نفر  | ۱۷۷۷ کیلومترمربع |
| ۴     | شهرستان شیبر                  | شیبر    | ۱۶٬۹۲۰ نفر | ۱۸٬۲۰۰ نفر | ۳۵٬۱۲۰ نفر  | ۱۲۶۵ کیلومترمربع |
| ۵     | شهرستان ورس                   | ورس     | ۶۳٬۹۰۹ نفر | ۶۵٬۹۳۸ نفر | ۱۲۹٬۸۷۴ نفر | ۲۹۸۸ کیلومترمربع |
| ۶     | شهرستان یکاولنگ               | یکاولنگ | ۳۵٬۸۰۰ نفر | ۳۶٬۶۷۹ نفر | ۷۲٬۴۷۹ نفر  | ۶۹۱۷ کیلومترمربع |
| ۷     | شهرستان یکاولنگ نمبر ۲ (موقت) | یکاولنگ | ۱۵٬۳۸۲ نفر | ۱۶٬۲۴۰ نفر | ۳۱٬۶۲۲ نفر  | ۶۹۱۷ کیلومترمربع |

### منبع‌شناسی
در مورد تعداد نفوس این ولایت آمار ضد و نقیضی وجود دارد. طبق آمار صحت عامه که در طول کمپاین واکسین سال ۱۳۸۷ هجری خورشیدی ۲۰۰۸ (میلادی) به‌دست آمده جمعیت این ولایت ۶۵۰۰۰۰ نفر ثبت نام گردیده است. براساس آمار نشر شده اداره مرکزی احصائیه در نشریه تخمین نفوس سال ۱۳۸۹ هجری خورشیدی (۲۰۱۰) میلادی) جمعیت کل بامیان ۴۱۱۷۰۰ نفربر آورد شده است؛ درحالی‌که وزارت احیا و انکشاف دهات از طریق پروگرام همبستگی ملی نفوس ولایت بامیان را ۶۵۰٬۰۰۰ نفر تخمین زده است. آمار تهیه شده توسط ادارات ملل متحد جمعیت ولایت بامیان را حدود ۵۷۲۸۷۴ نفر برآورد نموده است با توجه به تناقضات آماری که ذکر گردید پس از مشوره با مقام ولایت بامیان آمار ارائه شده توسط ادارات ملل متحد UN از نظر تخمینی به واقعیت نزدیک تر تشخیص داده شد و آمار معتبر در این سند در نظر گرفته شد.

## اقتصاد
معدن حاجیگک با ۲ میلیارد تن آهن بزرگ‌ترین منبع ذخایر آهن در آسیا است.

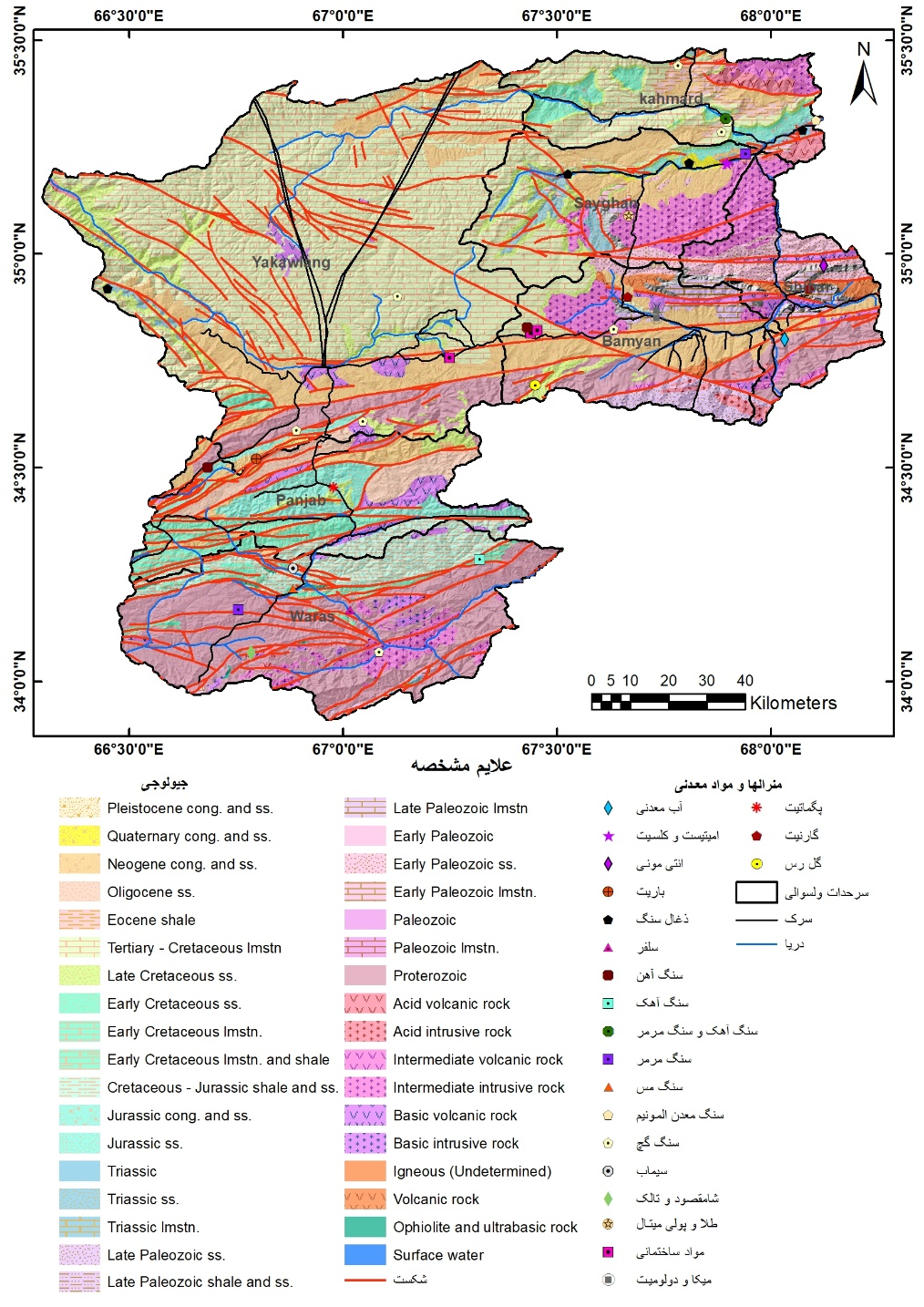
نقشه معادن ولایت بامیان

کچالو (سیب‌زمینی) مهم‌ترین محصول کشاورزی بامیان است. حدود نصف کچالو مورد نیاز افغانستان در این ولایت تولید می‌شود و مقداری از آن نیز به خارج از کشور صادر می‌شود.

## ورزش
اسکی ورزش مورد علاقه بامیان است. در فصل زمستان این ولایت شاهد رقابت‌های ورزشی ویژه زمستانی است. شهروندان این ولایت به خصوص روزهای آخر هفته در دامنهٔ کوه‌های بابا به تمرین بازی‌های زمستانی همچون اسکی و اسکیت می‌پردازند.
در سال‌های اخیر، این ورزش علاقه‌مندانی از میان دختران نیز به خود جلب کرده است. افضل نوری مسئول باشگاه اسکی عقاب ولایت بامیان گفت که حضور دختران اسکی‌باز در سه سال اخیر در این ولایت افزایش پیدا کرده است.

### مسابقات اسکی بانوان بامیان
ریاست اطلاعات و فرهنگ، مرکز آموزشی لینکن و باشگاه ورزشی عقاب رقابت اسکی ویژه دختران را به مناسبت روز جهانی آموزش در بامیان برگزار کرد. در این رقابت ده بانو از چندین باشگاه اسکی ولایت بامیان اشتراک کرده بودند.
اسحاق موحد رئیس اطلاعات و فرهنگ بامیان گفت که رقابت اسکی میان دختران به مناسبت آموزش و آموزش در سایه صلح برگزار شده است. به گفتهٔ موحد سلسله رقابت‌ها هر هفته میان گروه‌های سنی مختلف تا پایان زمستان ادامه خواهد داشت.

## گردشگری
|  |  |  |  |  |  |  |  |

بامیان یکی از شهرهای کهن و تاریخی افغانستان امروزی محسوب می‌گردد. وجود پیکره‌های تخریب شده بامیان، اولین پارک ملی دره آجر، غلغله، شهر ضحاک که در جغرافیایی بامیان و بند امیر این شهر را به یکی از مراکز مهم توریستی افغانستان تبدیل نموده بود. این پیکره‌های عظیم بودا در مارس ۲۰۰۱ توسط حکومت طالبان منفجر شدند. پیکارجویان طالبان قصد داشتند با تخریب یادبودهای بوداییسم، «آثار شرک» را در منطقه از بین ببرند.
این مجسمه‌های عظیم ایستاده و سایر مجسمه‌های خرد و بزرگ دوره کوشانی‌ها معمولاً به عنوان «بت‌های بامیان» در زبان همه مشهور بود. مجسمه ۵۵ متری بامیان بزرگ‌ترین هیکل بودای دنیا و بلندترین مجسمه سنگی جهان بود. این سازه‌های گرانبهای افغانستان که شهرت جهانی داشت در رژیم طالبان به‌کلی تخریب گردید اما در سال‌های اخیر اقدامات خوبی برای بازسازی آن‌ها شروع شده است
بت بزرگ بنام صلصال و بت کوچک‌تر بنام شمامه بوده است.
بند امیر واقع در شهرستان یکاولنگ از دیگر جاذبه‌های توریستی این ولایت به حساب می‌آید که اخیراً از سوی دولت افغانستان به عنوان آثار ملی ثبت شده است.

## فواصل بامیان تا

### فاصله مرکز بامیان با ولسوالی‌های ولایت بامیان
| بامیان | شهرستان | مقدار (km)  | بامیان | شهرستان | مقدار (km)  |
| ------ | ------- | ----------- | ------ | ------- | ----------- |
| بامیان | یکاولنگ | ۹۶کیلومتر   | بامیان | شیبر    | ۴۴ کیلومتر  |
| بامیان | سیغان   | ۵۹ کیلومتر  | بامیان | پنجاب   | ۱۵۱ کیلومتر |
| بامیان | ورس     | ۱۸۰ کیلومتر | بامیان | کهمرد   | ۸۷ کیلومتر  |

### فاصله بامیان با دیگر ولایات
| مرکز   | شهر      | فاصله       | مرکز   | شهر         | فاصله        |
| ------ | -------- | ----------- | ------ | ----------- | ------------ |
| بامیان | کابل     | ۱۸۱ کیلومتر | بامیان | هرات        | ۱۲۹۶ کیلومتر |
| بامیان | چخچران   | ۳۰۹ کیلومتر | بامیان | فیروزکوه    | ۶۷۵ کیلومتر  |
| بامیان | مزارشریف | ۴۲۷ کیلومتر | بامیان | میدان شهر   | ۱۴۵ کیلومتر  |
| بامیان | غزنی     | ۲۴۹ کیلومتر | بامیان | کندهار      | ۵۹۷ کیلومتر  |
| بامیان | ترین کوت | ۵۲۵ کیلومتر | بامیان | شبرغان      | ۴۴۰ کیلومتر  |
| بامیان | میمنه    | ۶۰۱ کیلومتر | بامیان | فیض‌آباد     | ۵۱۰ کیلومتر  |
| بامیان | پلخمری   | ۲۳۲ کیلومتر | بامیان | چاریکار     | ۱۶۹ کیلومتر  |
| بامیان | نیلی     | ۳۳۲ کیلومتر | بامیان | سرپل        | ۳۸۵ کیلومتر  |
| بامیان | ایبک     | ۳۱۸ کیلومتر | بامیان | جلال‌آباد    | ۳۵۶ کیلومتر  |
| بامیان | بامیان   | کندوز       | کندوز  | ۳۳۶ کیلومتر | ۳۳۶ کیلومتر  |

### فاصله بامیان با پایتخت‌های کشورهای همسایه
بامیان-اسلام‌آباد (پاکستان) ۶۷۶ کیلومتر
بامیان-دوشنبه (تاجیکستان) ۵۸۰ کیلومتر
بامیان-تاشکند (ازبکستان) ۱۱۴۸ کیلومتر
بامیان-عشق آباد (ترکمنستان) ۱۳۷۰ کیلومتر
بامیان-بیشکک (قرقیزستان) ۱۷۷۸ کیلومتر
بامیان-تهران (ایران) ۲۵۴۸ کیلومتر
بامیان-آستانه (قزاقستان) ۲۷۵۶ کیلومتر
بامیان-مسکو (روسیه) ۴۱۰۳ کیلومتر
بامیان-استانبول (ترکیه) ۴۳۳۳ کیلومتر
بامیان-بغداد (عراق) ۲۷۶۵ کیلومتر

## نگارخانه

مجسمه‌های بودا، نابودشده توسط طالبان
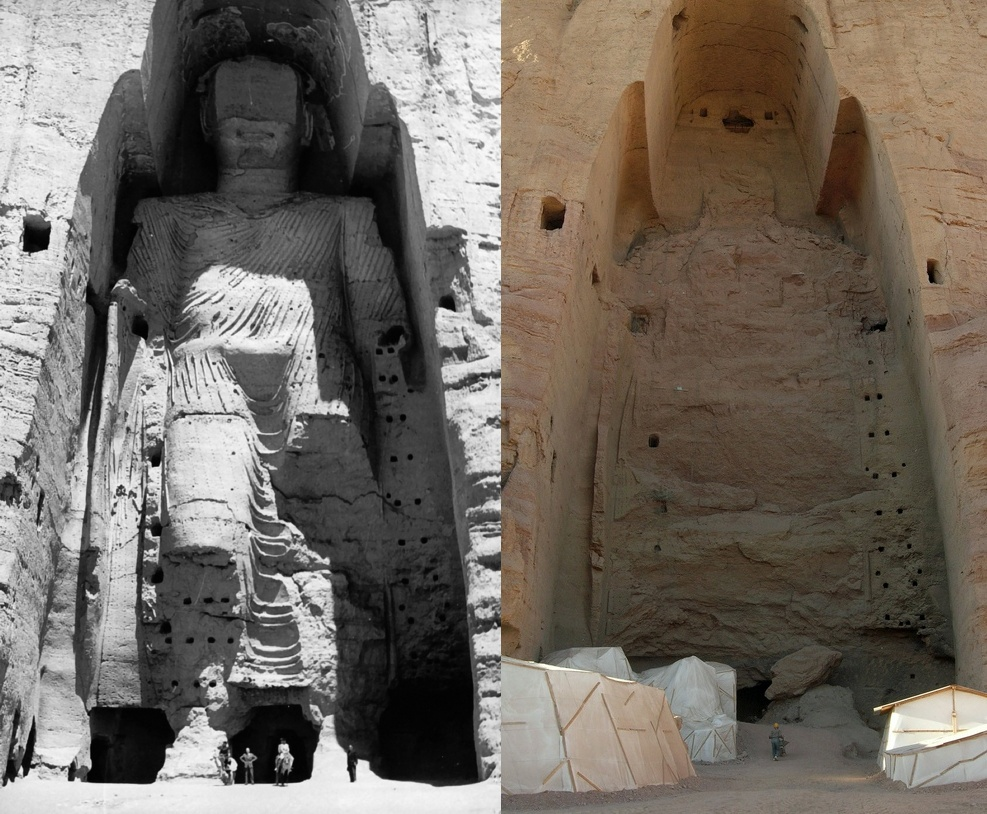
مجسمه بزرگتر بودا، ۵۵ متری، قبل و بعد از نابودی توسط طالبان
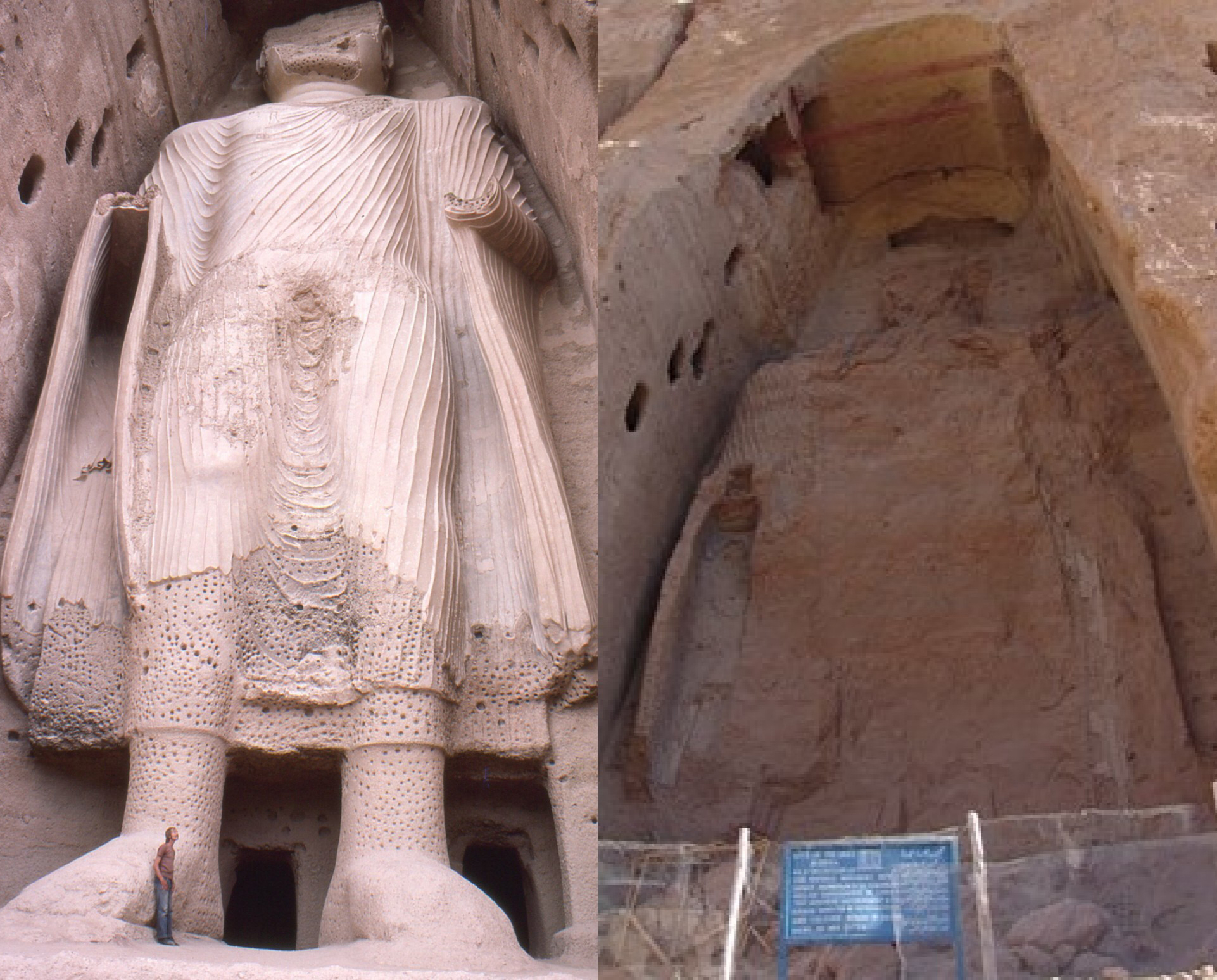
مجسمه کوچکتر بودا، ۳۸ متری، قبل و بعد از نابودی توسط طالبان
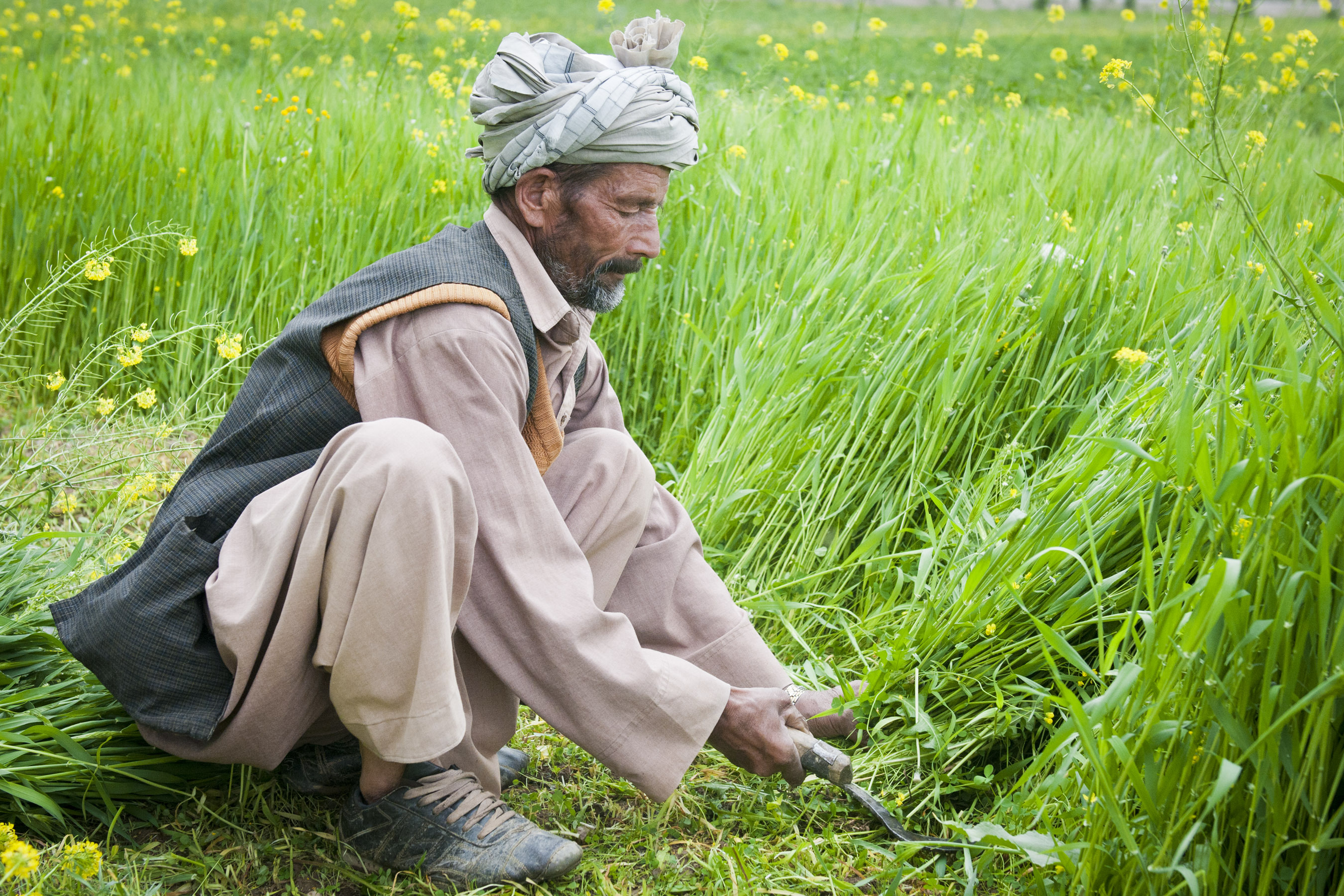
مرد کشاورز در بامیان
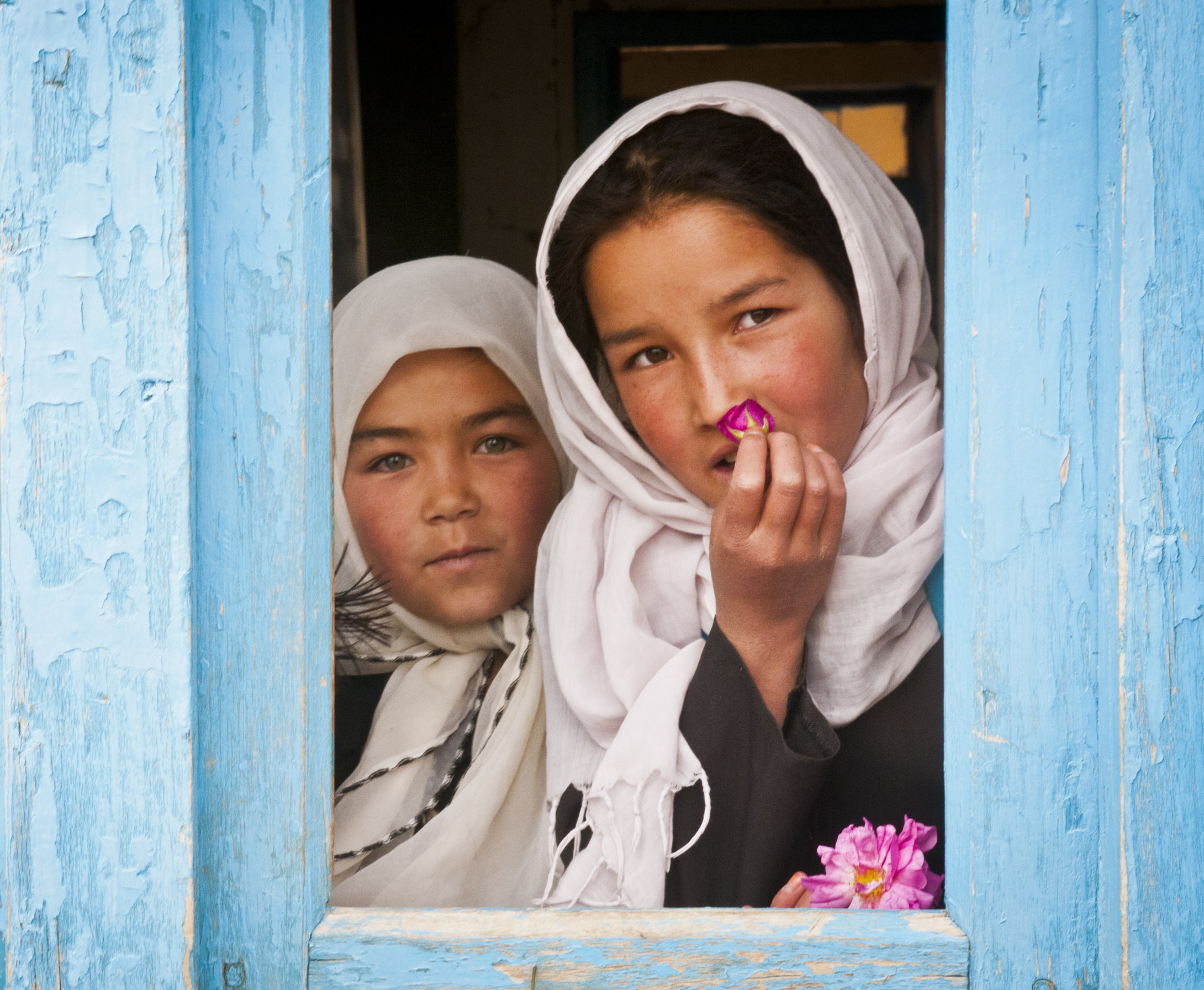
دختران دانش آموز در بامیان
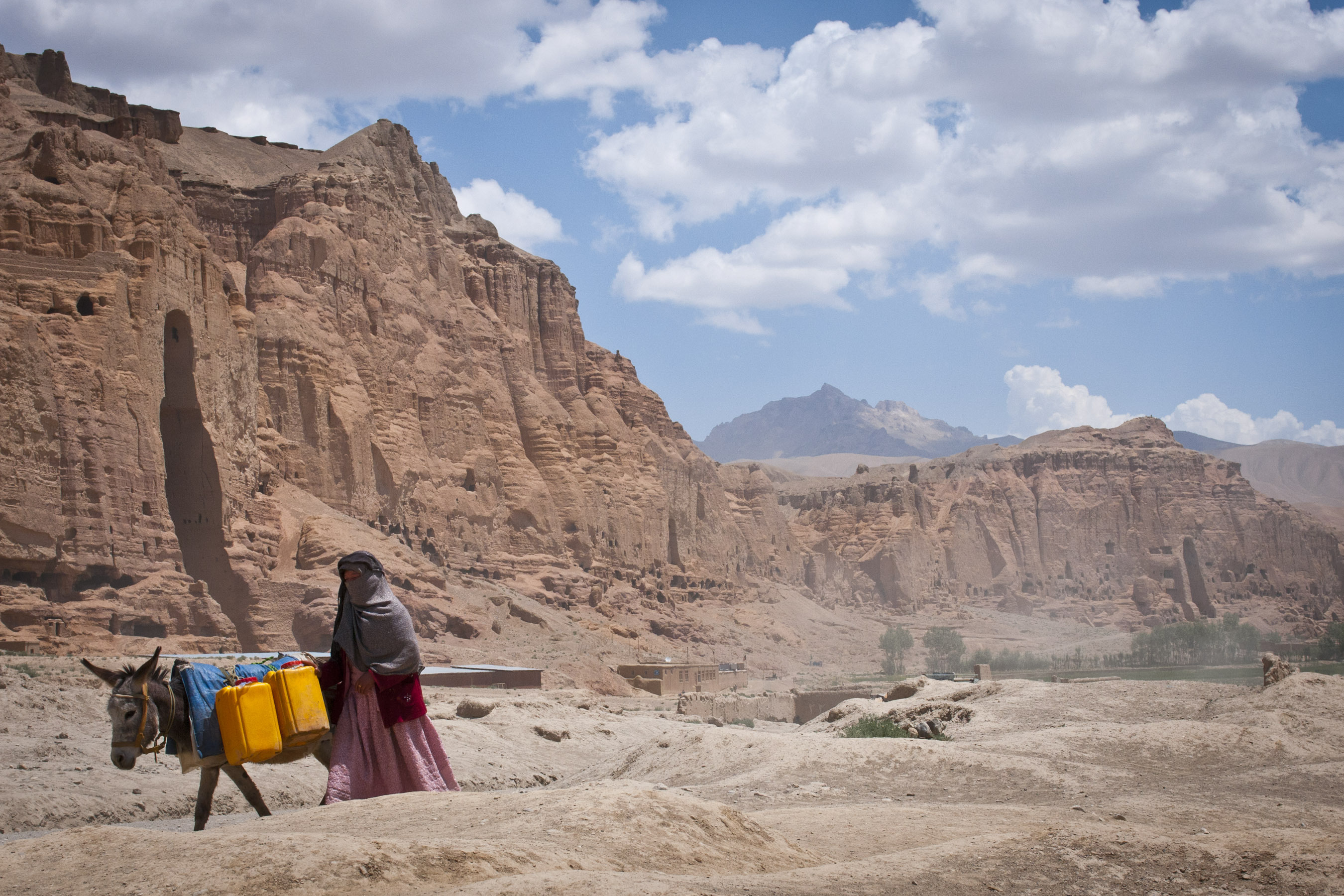
مردم بامیان
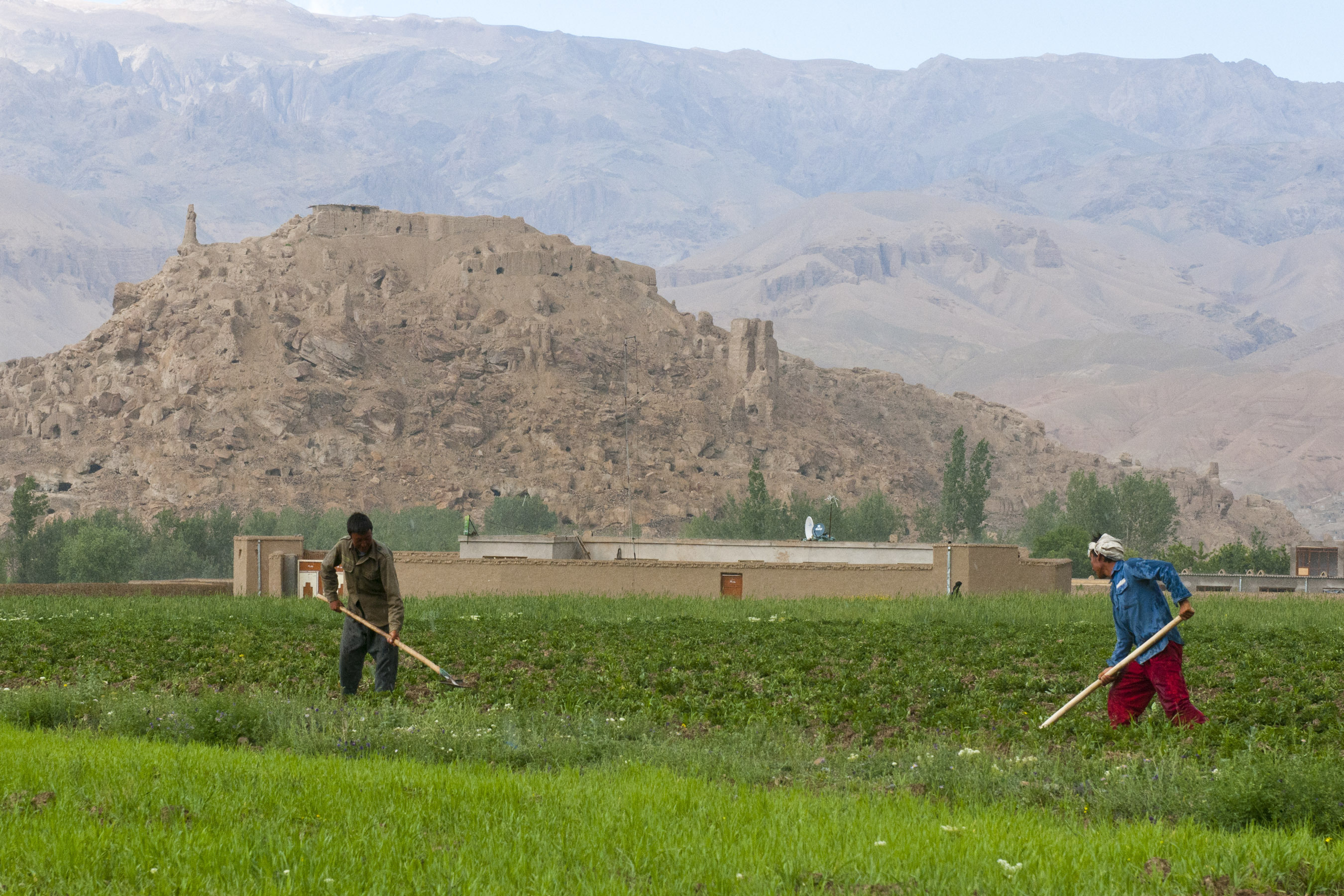
کشاورزی در بامیان
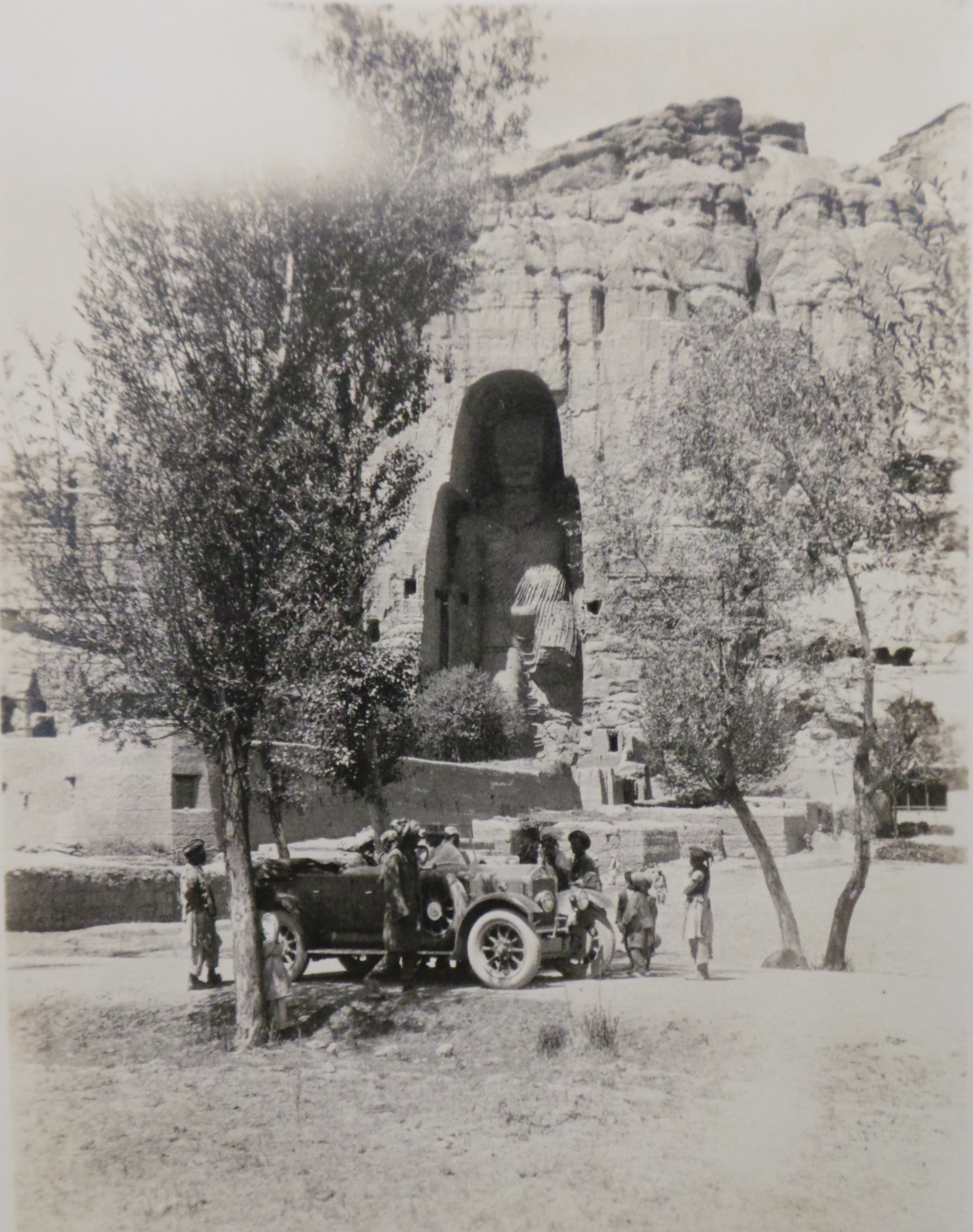
مجسمه ۵۵ متری بودا در شهریور ۱۳۰۸
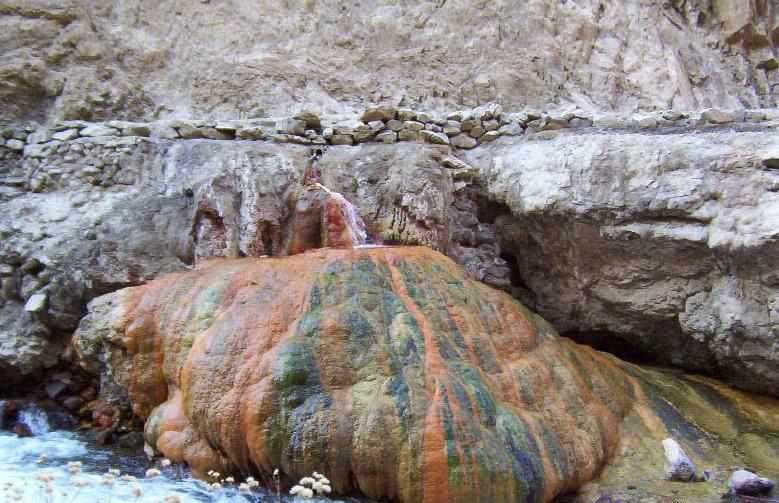
دره کالو در ولایت بامیان، چشمه ارسنیک
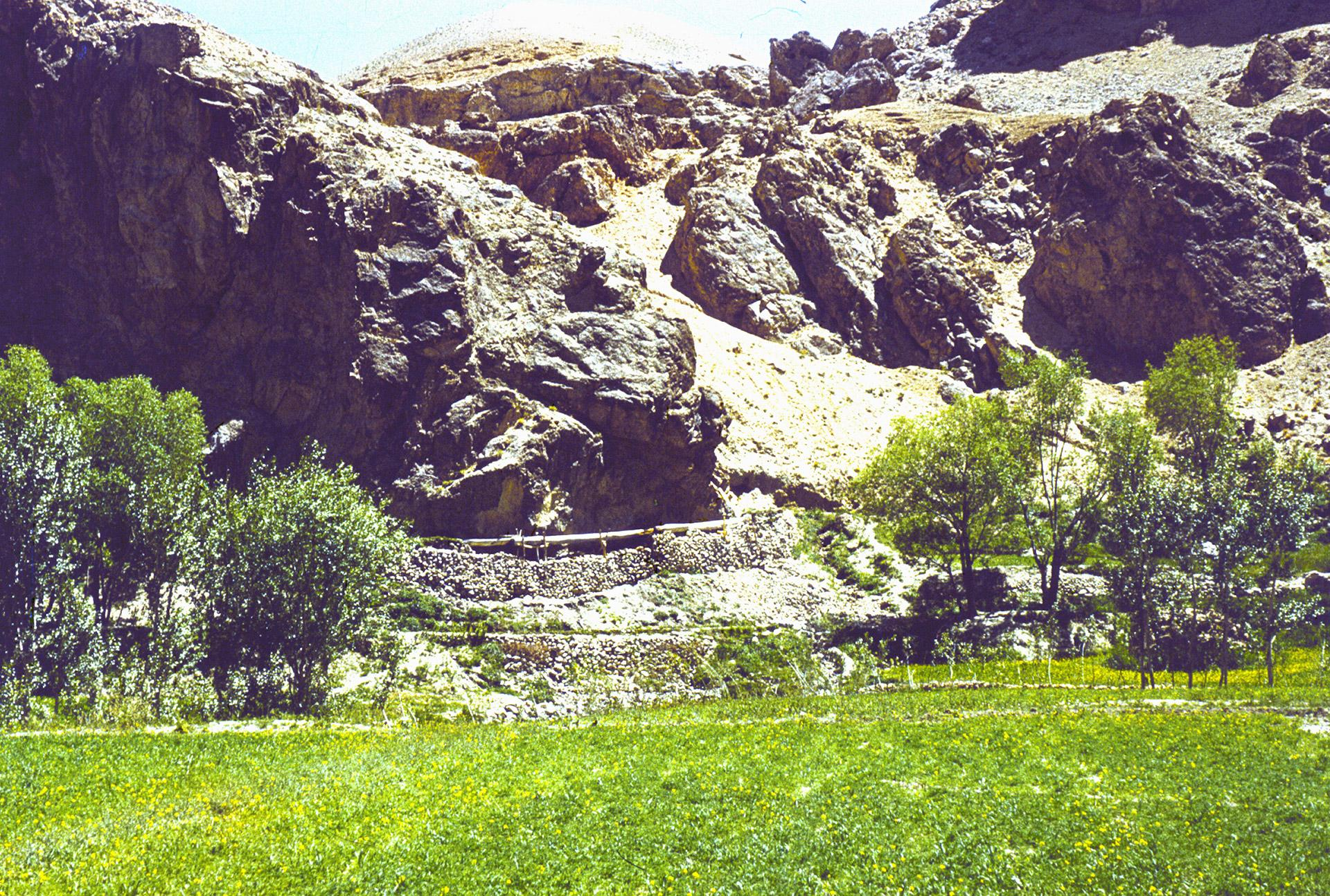
شیبرتو یا شبرتو دشتی در شهیدان، ولایت بامیان
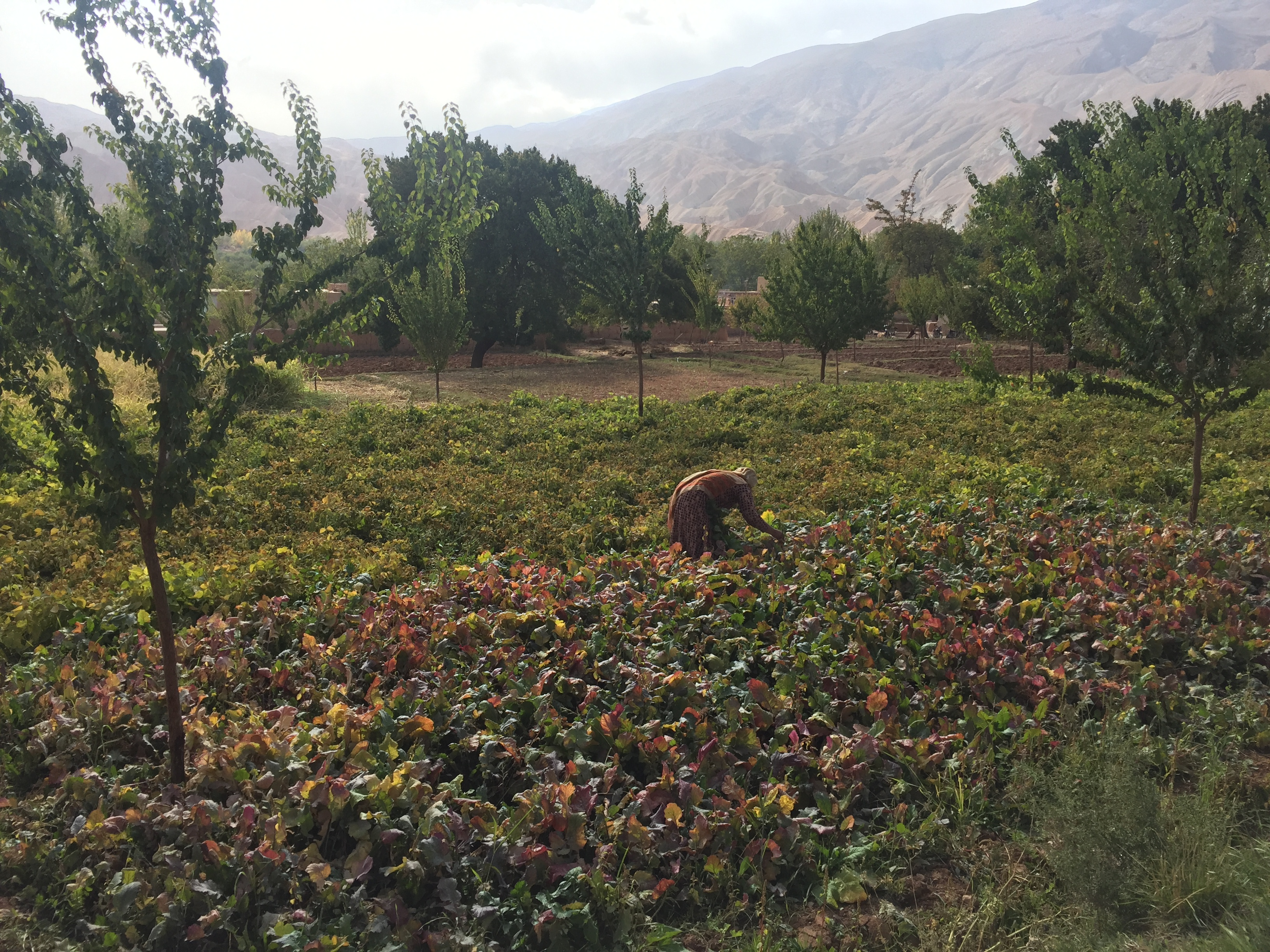
کشتزارهای قریه بنق، ولسوالی کهمرد
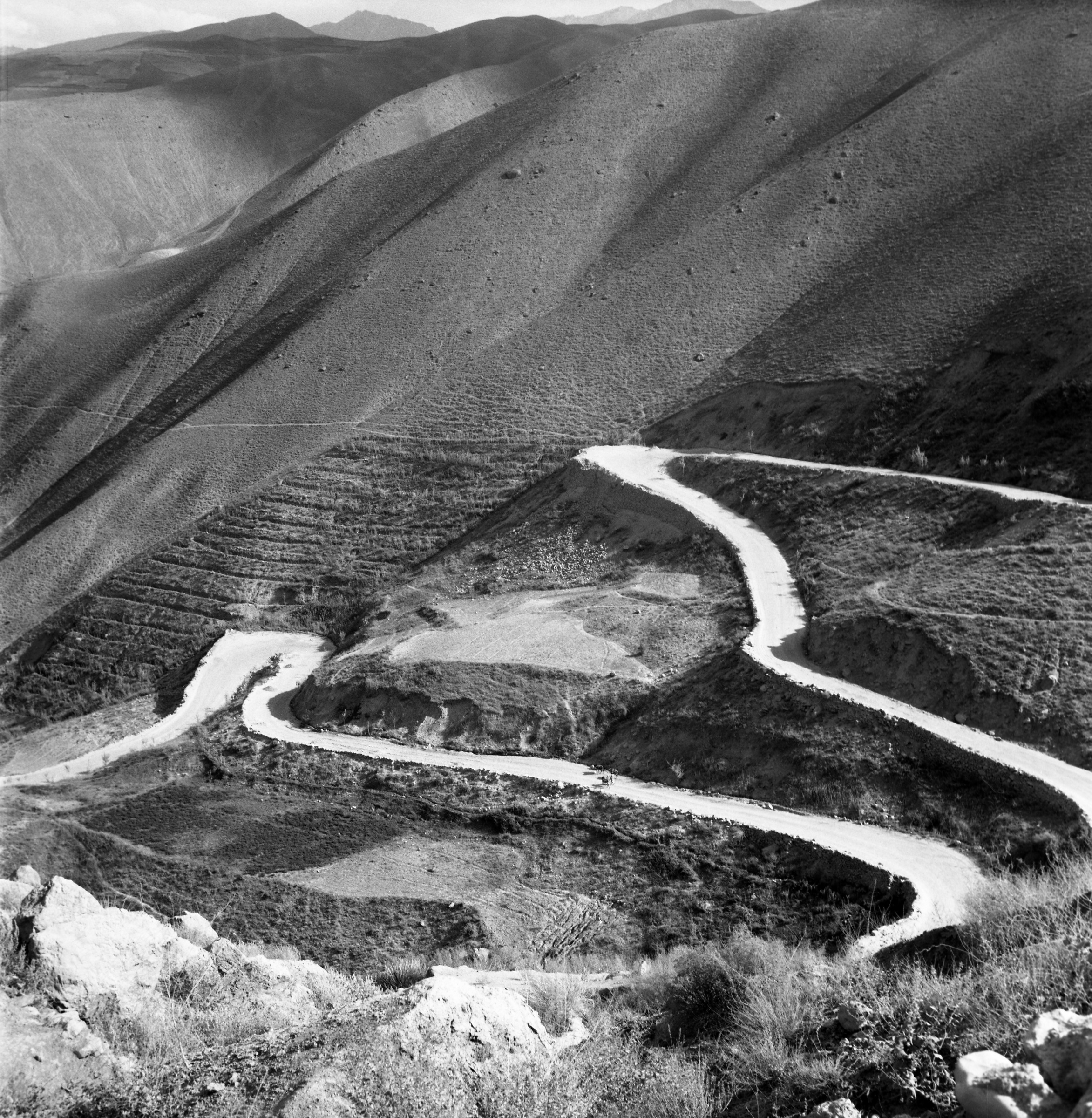
گذرگاه شیبر، ولایت بامیان
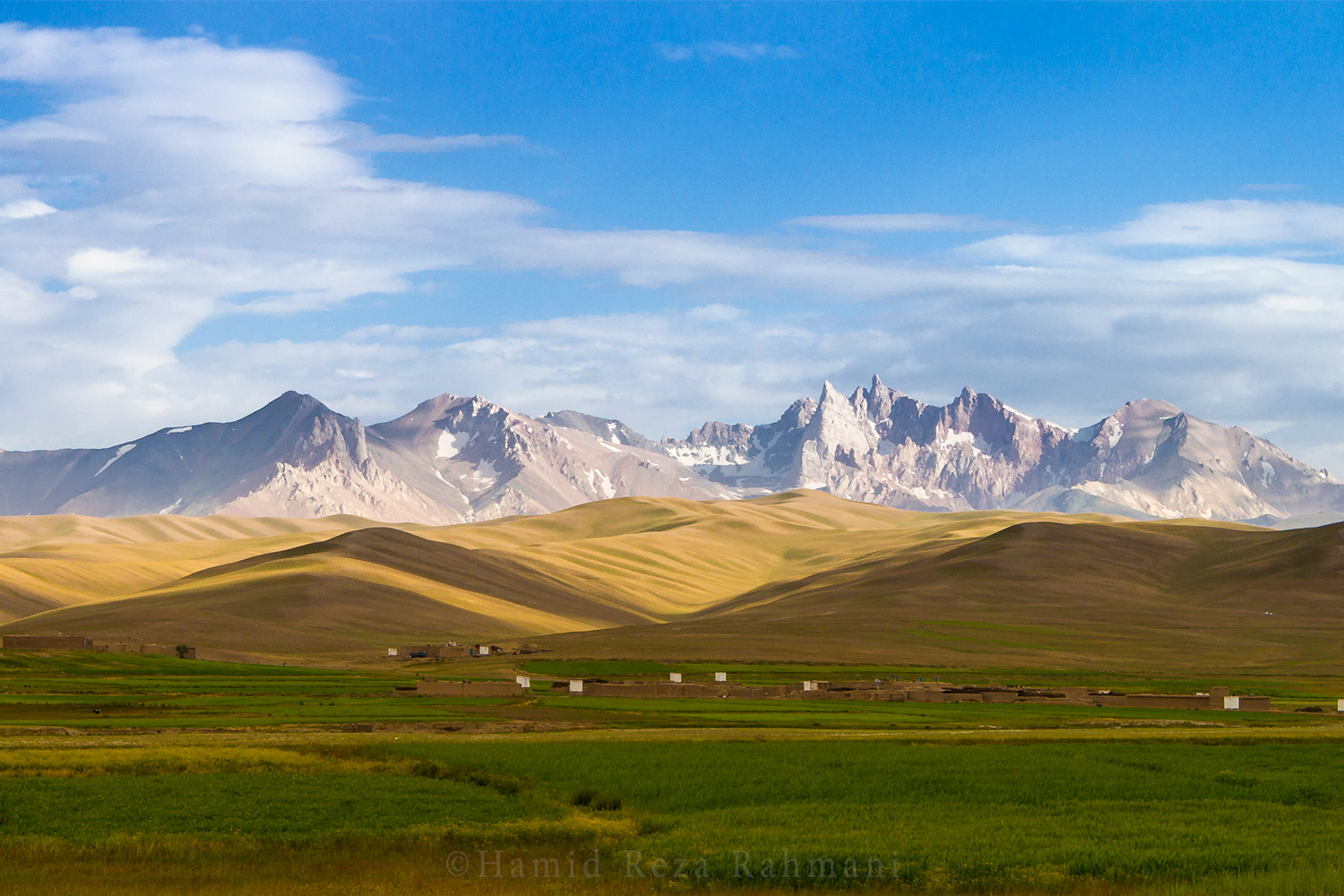
قله شاه فولادی، کوه بابا، ولایت بامیان
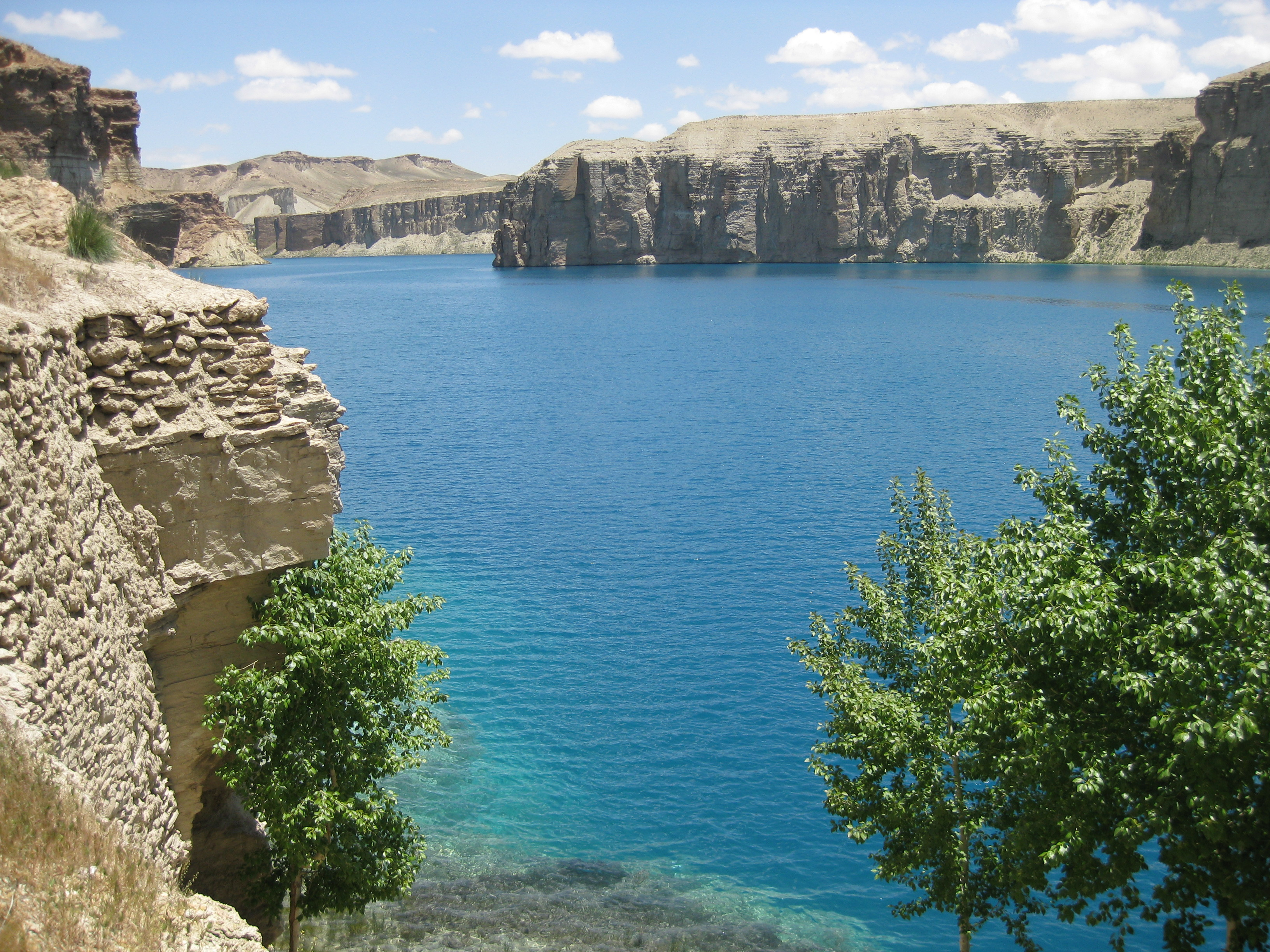
دریاچه بند امیر، ولایت بامیان